# Standaardtype Sneek

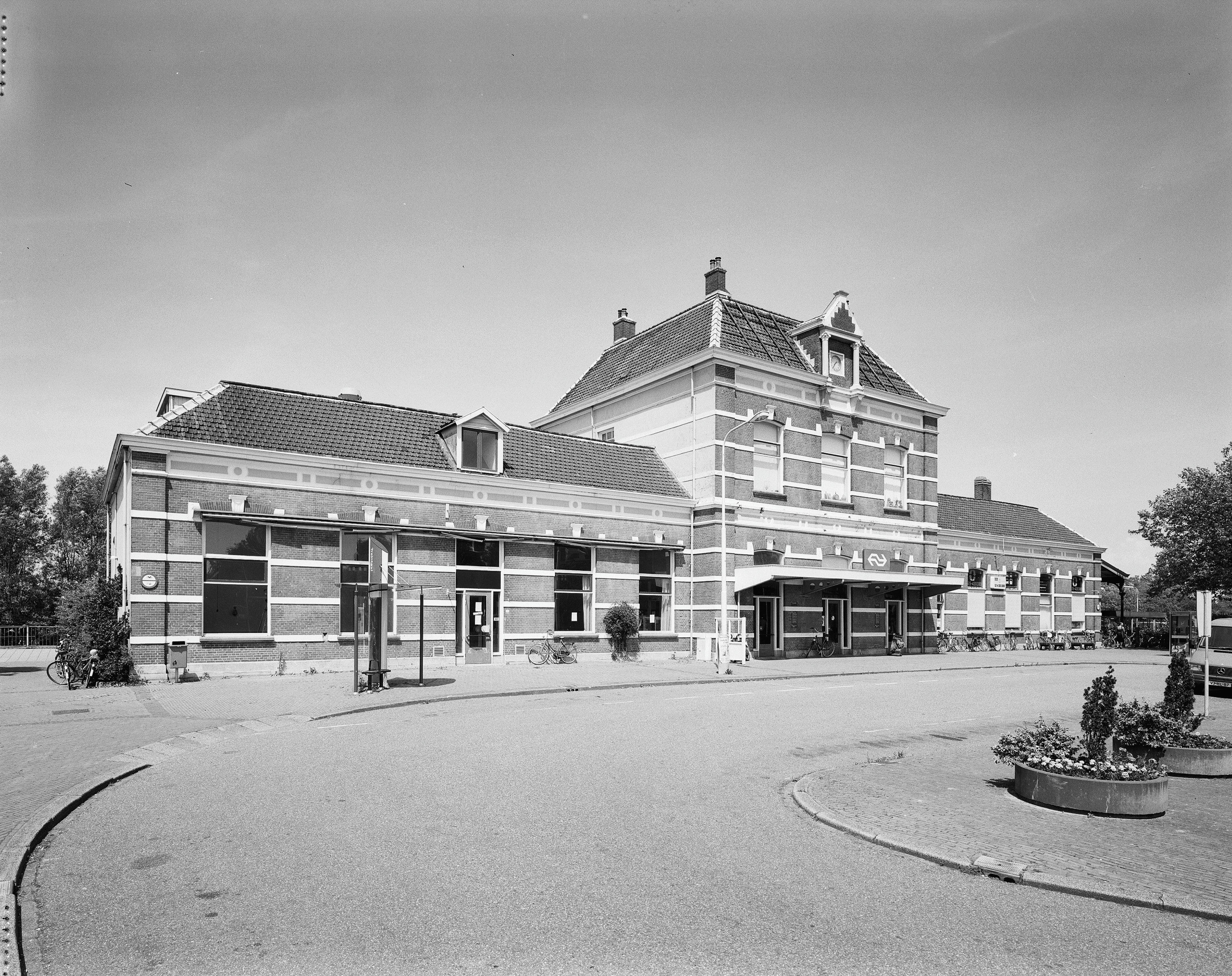
Station Sneek in 2000.

Het Standaardtype Sneek is een stationsontwerp dat in de jaren 1881-1885 werd gebruikt voor zes spoorwegstations in Nederland. Van deze gebouwen zijn er nog drie aanwezig.

## Soort gebouw
Het symmetrische stationsgebouw, mogelijk ontworpen door de architect M.A. van Wadenoijen (al bestaat daarover geen zekerheid), bestaat uit een centraal, twee bouwlagen hoog gedeelte met vierkante plattegrond en twee vleugels met rechthoekige plattegrond. De totale breedte verschilt door de lengte van de zijvleugels: Tiel heeft bij elke vleugel vier zijramen (evenals vroeger Appingedam, Gorinchem en Workum), Sneek vijf en Delfzijl zeven. Het centrale deel wordt door een gebroken schilddak gedekt, waarop vier schoorstenen zijn geplaatst, de vleugels worden door twee schilddaken gedekt. Op het voorste dakschild van het centrale deel staat een dakkapel met zadeldakje en klok. Het gebouw is uit bruine baksteen opgetrokken, de decoratieve gevelbanden zijn wit bepleisterd. Delfzijl heeft als enige een gebouw dat geheel uit bruine baksteen is opgetrokken. De hoeken worden afgesloten door pilasters, de gevels onder de daklijst worden afgesloten door een doorlopend fries, gedecoreerd met cirkelvormige elementen. Vensters en deuren, zowel aan de vóór- als aan de achterzijde, zijn bij de nog bestaande gebouwen door nieuwe vervangen. De meeste zitten wel op de oorspronkelijke plaats in de gevels.
Tegen de oostelijke zijgevel en over de hele lengte van de achtergevel is een perronoverkapping geplaatst, die in de stijl van de art nouveau is uitgevoerd. De gietijzeren zuilen met Korinthische kapitelen ondersteunen een forse houten luifel.

## Lijst van stations van het type Sneek
- Station Gorinchem (1881), gesloopt in 1971.
- Station Tiel (1881), nog aanwezig.
- Station Sneek (1882), nog aanwezig.
- Station Appingedam (1883), gesloopt in 1981.
- Station Delfzijl (1883), nog aanwezig.
- Station Workum (1885), gesloopt in 1973.

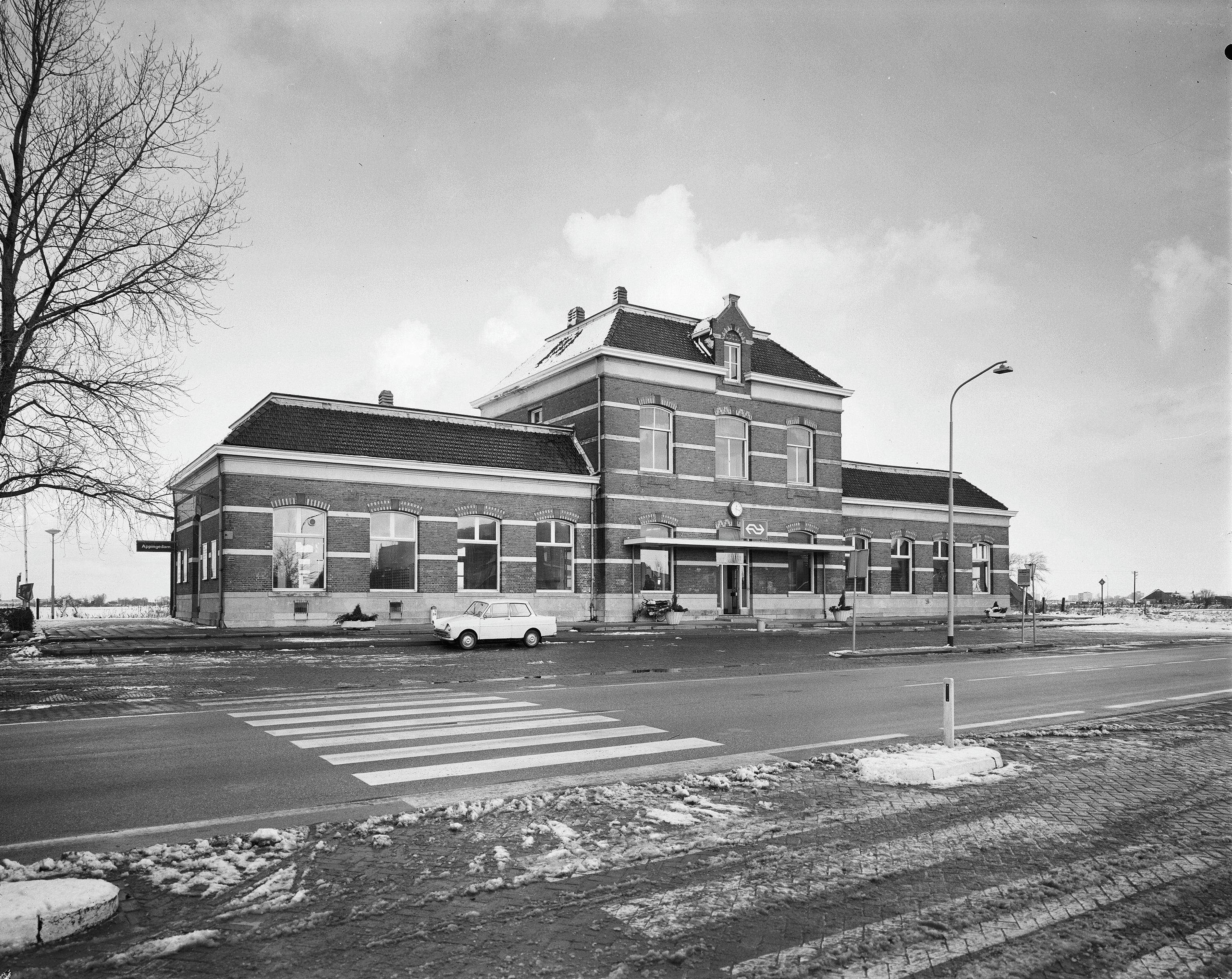
Station Appingedam (1973)
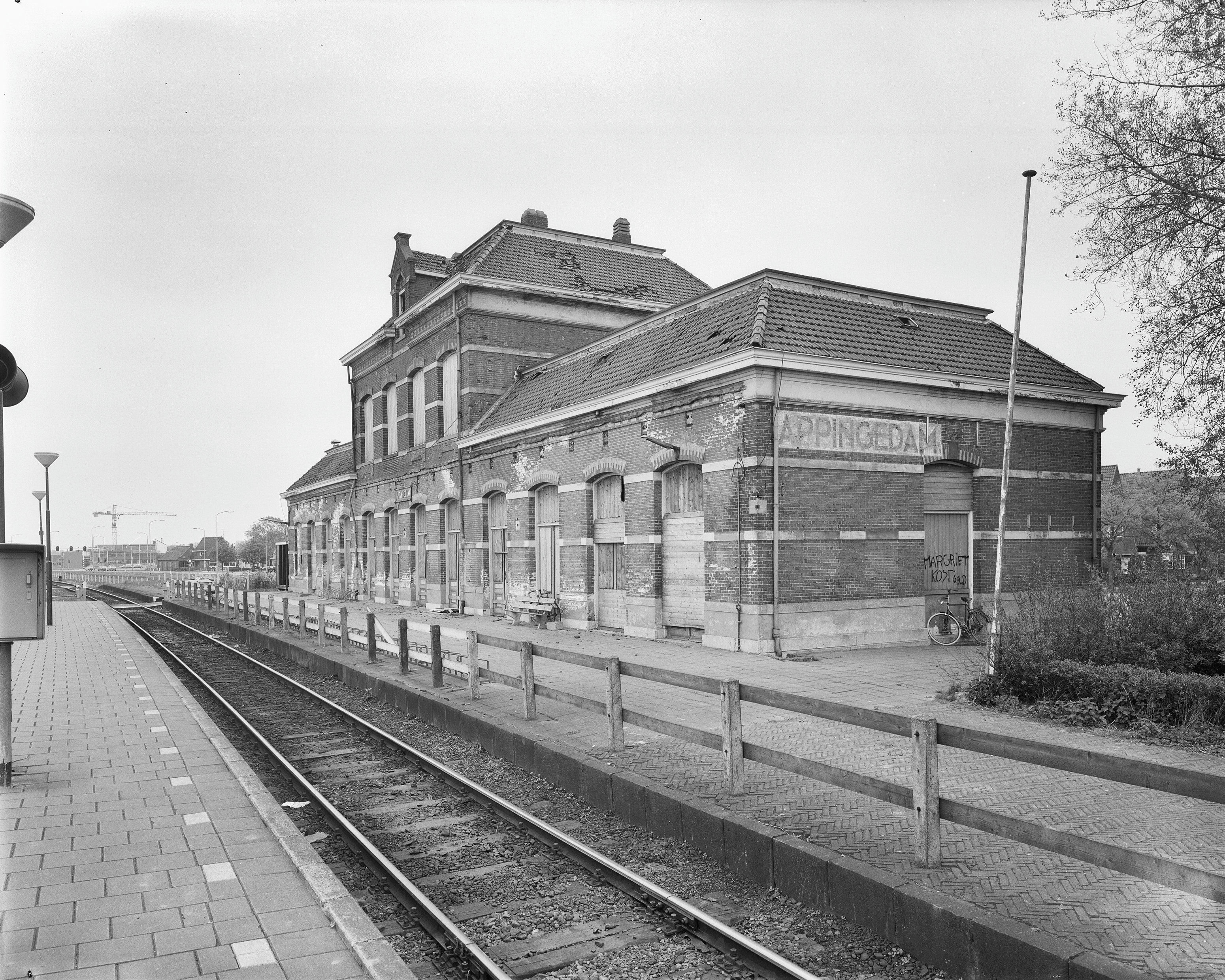
Perronzijde Appingedam (1981, kort voordat het leegstaande station uitbrandde; de perronkap is er al niet meer)
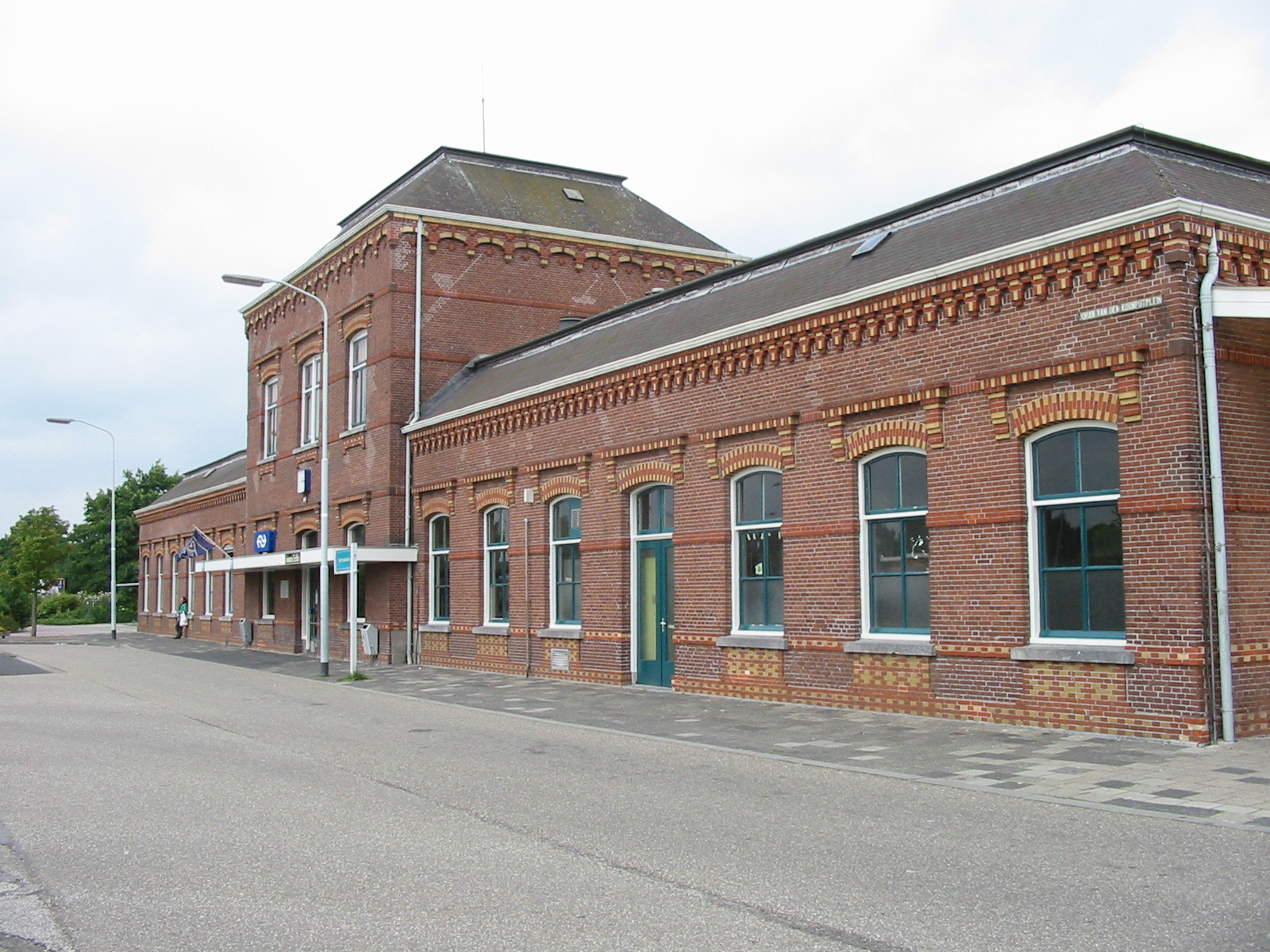
Station Delfzijl (2007)
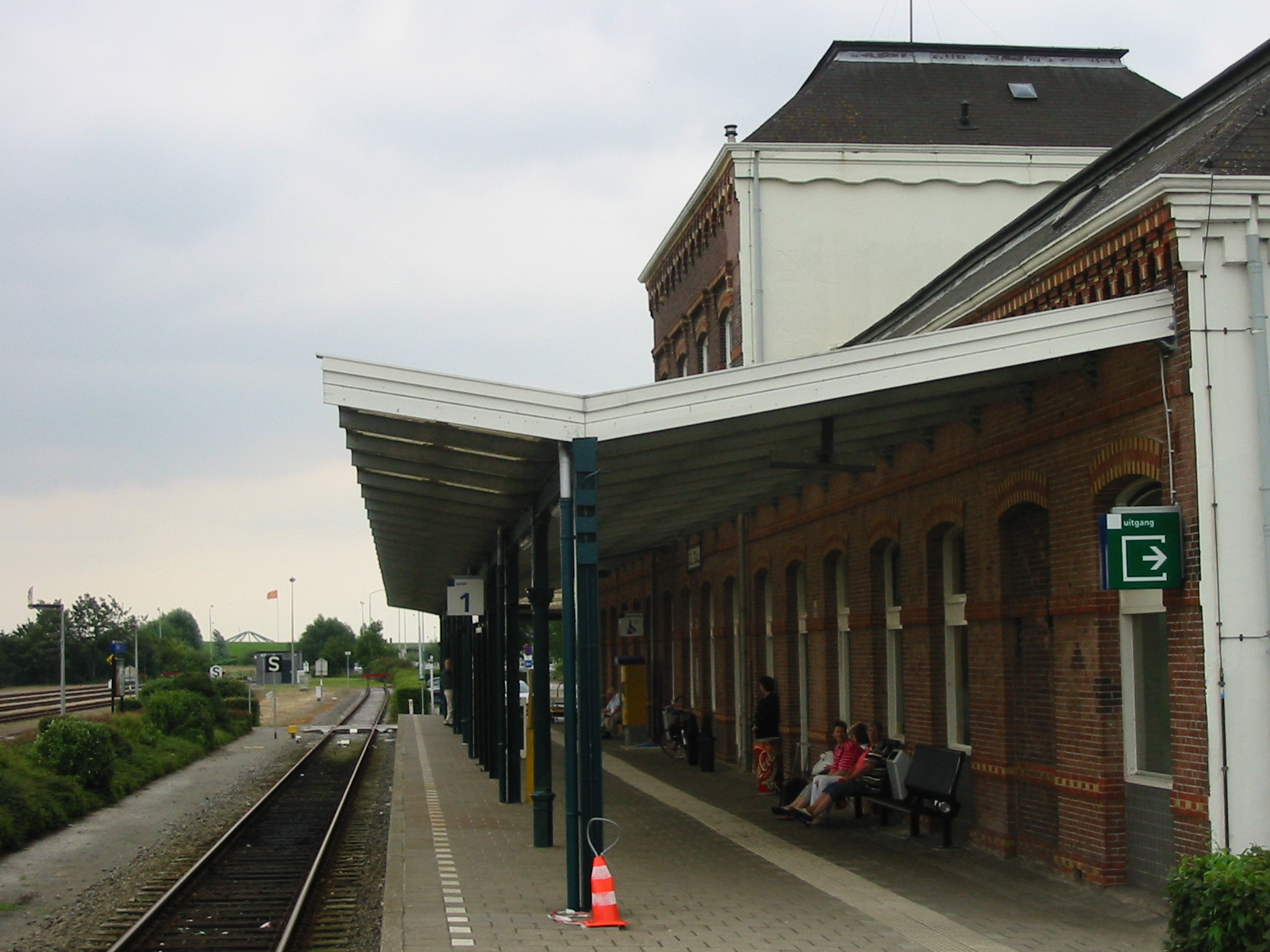
Perronkap Delfzijl (2007)
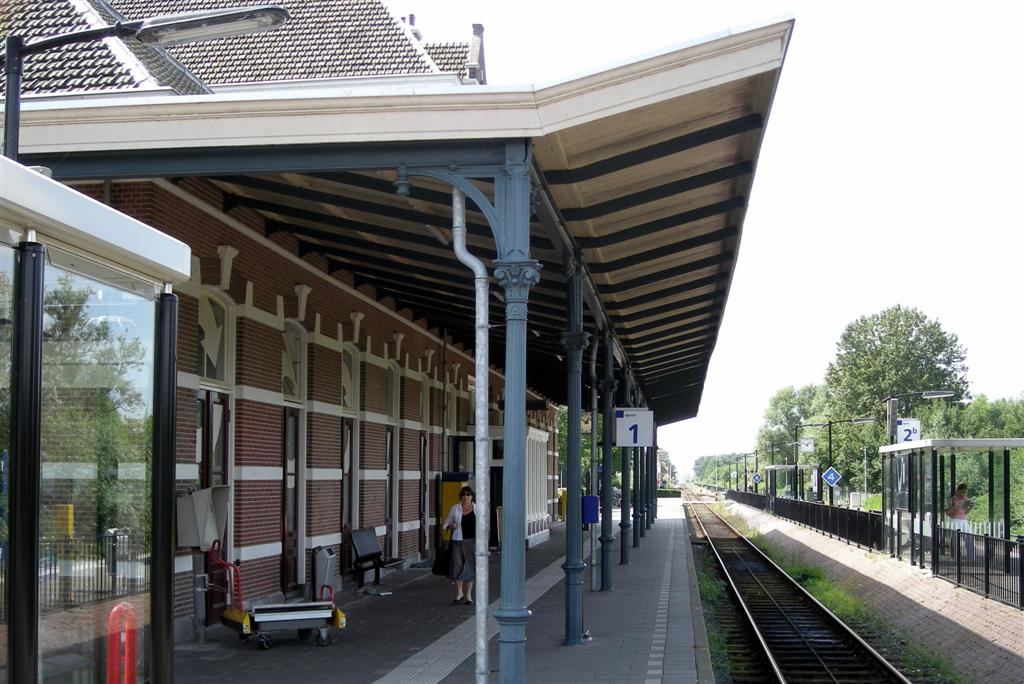
Perronkap Sneek (2007)
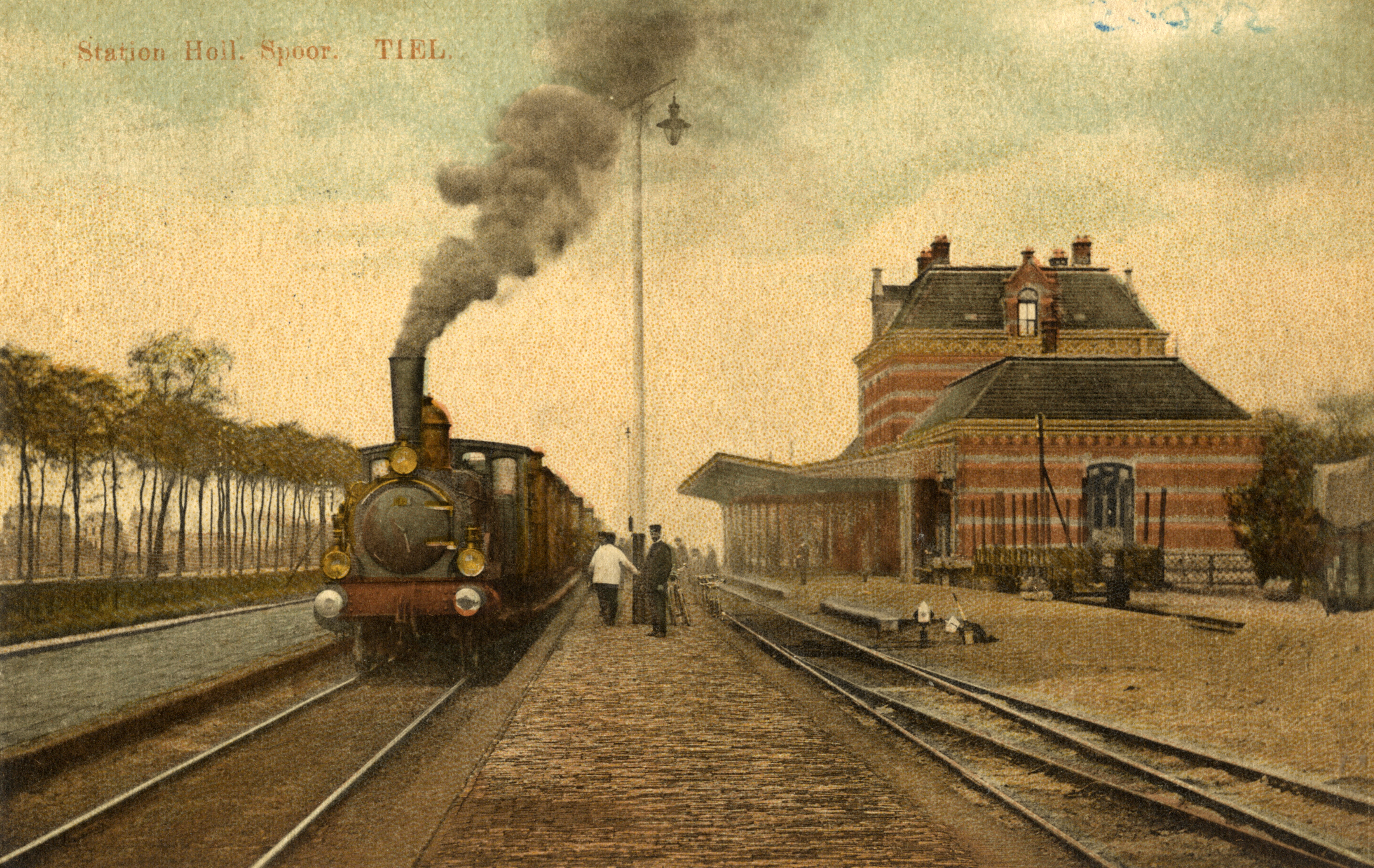
Station Tiel (circa 1910)
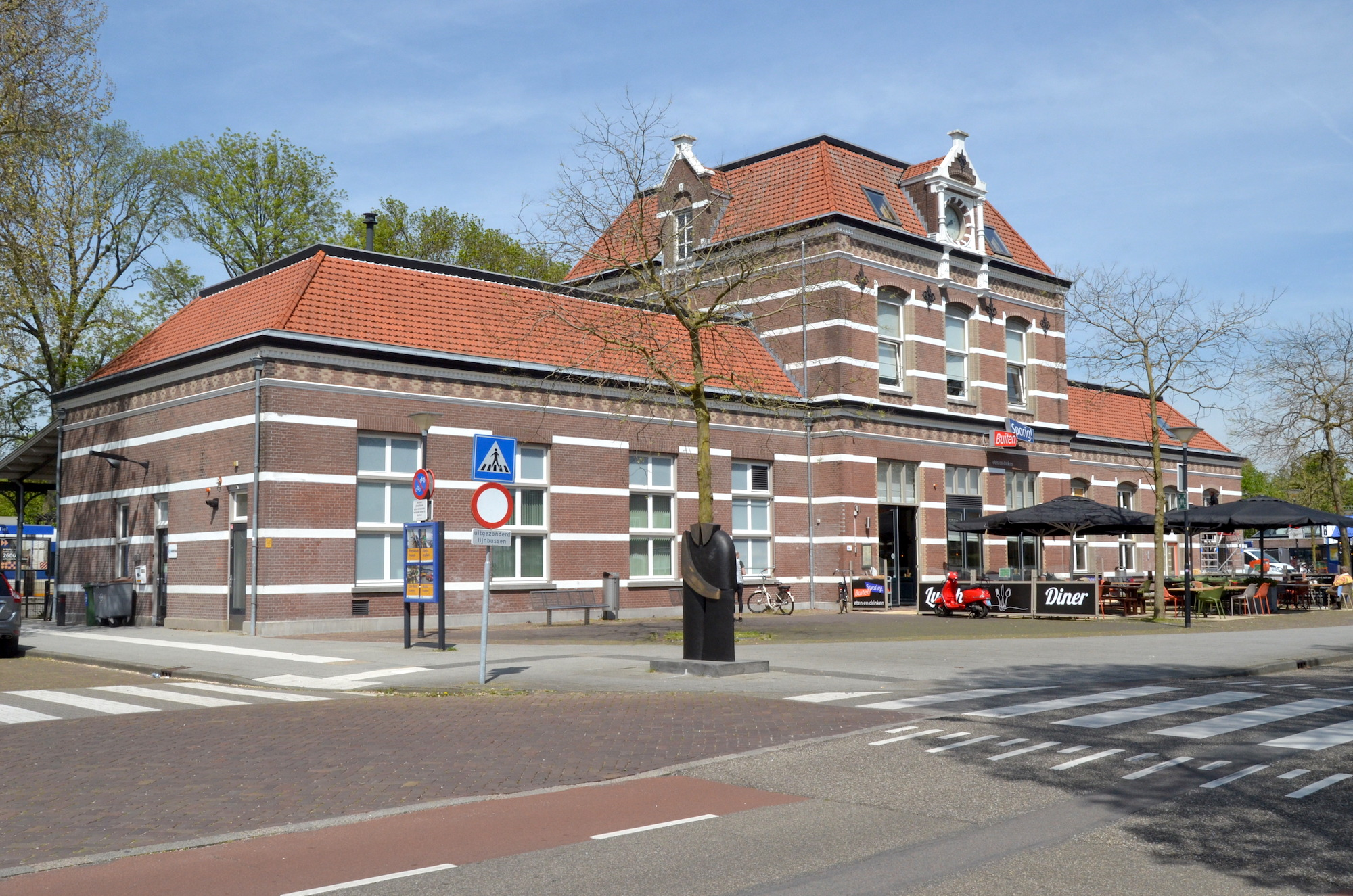
Station Tiel (2023)
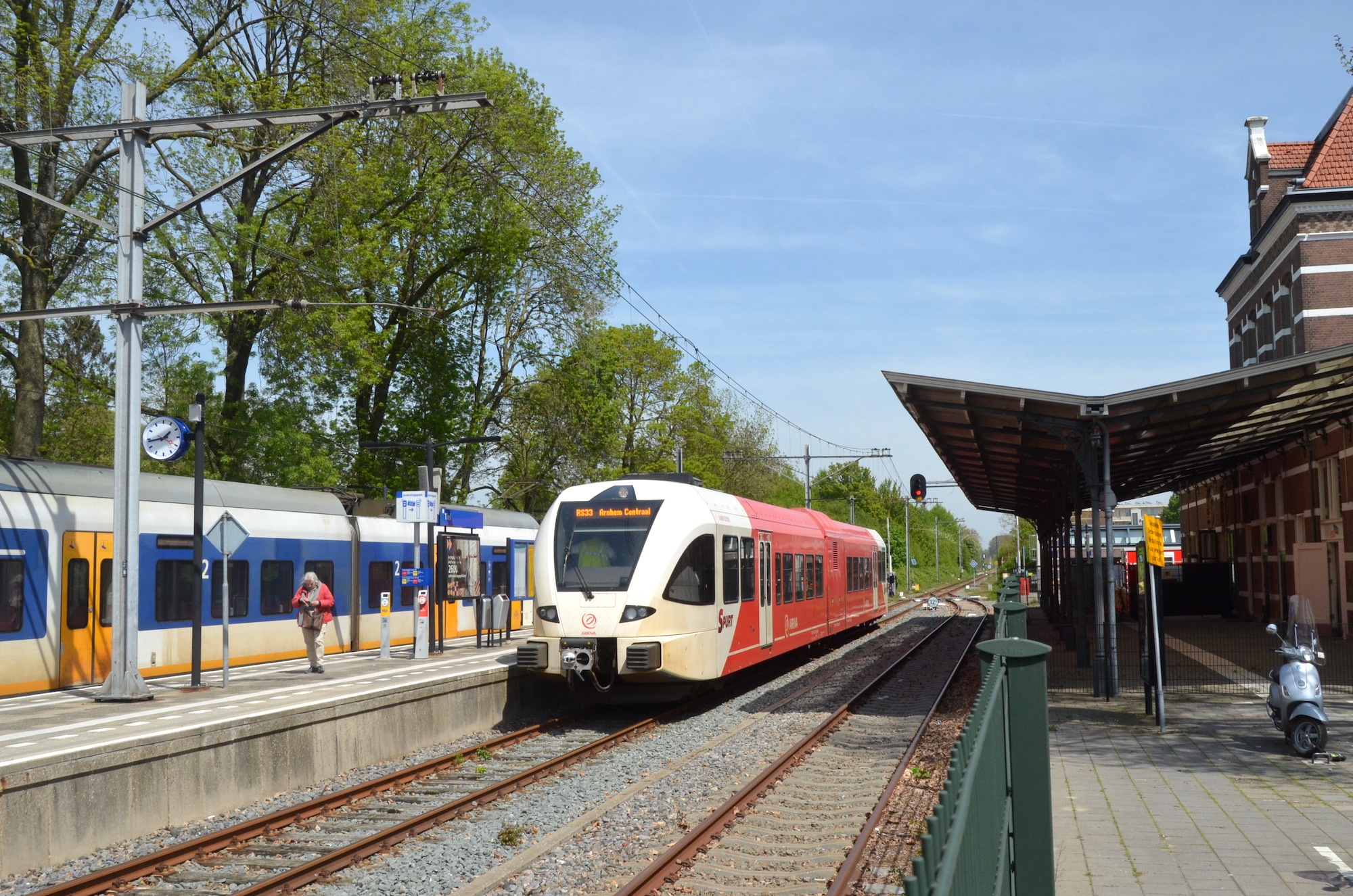
Perronkap Tiel (2023)

Douma (Beilen) · 
Eijs-Wittem ·
GLS ·
GOLS ·
Harmelen ·
Hemmen ·
HESM ·
KNLS ·
Loppersum ·
NCS ·
NFLS ·
NH ·
NOLS ·
Randstadspoorhalte ·
Sneek ·
Sextant ·
Staatsspoorwegen ·
Velsen-Zeeweg ·
Vierlingsbeek ·
Visvliet ·
Voorstadshalte ·
Woldjerspoor ·
WZ ·
ZB